# Widukind z Korbei
Widukind z Korbei (łac. Widukindus Corbeius, niem. Widukind von Corvey; ur. ok. 925; zm. po roku 973) – kronikarz saski, mnich z klasztoru benedyktyńskiego w Nowej Korbei (Opactwo Corvey, obecnie Corvey koło Höxter nad Wezerą), który przyjął imię na cześć bohaterskiego przywódcy Sasów. 

## Życiorys
Pochodził z rodziny arystokratycznej, spokrewnionej z żoną króla Niemiec, Henryka I Ptasznika. Wstąpił do zakonu w roku 940, a w roku 967 rozpoczął pisanie kroniki zatytułowanej Res gestae saxonicae sive annalium libri tres znanej szerzej pod nazwą Res gestae saxonicae. Kronika ta jest niezmiernie ważnym dokumentem historycznym z dziejów Europy w X wieku. Zawiera ona najstarszą wzmiankę o państwie Mieszka I, dotyczącą walk pogańskiego jeszcze Mieszka z grafem Wichmanem. Kronika Widukinda, dedykowana córce Ottona I, przeoryszy Matyldzie z Kwedlinburga, opisuje dzieje Sasów, ich walki z Frankami, a przede wszystkim przyjęcie przez nich chrześcijaństwa oraz panowanie Ottona I aż do jego śmierci w 973 roku.
Manuskrypt kroniki został po raz pierwszy wydany drukiem w roku 1532 – można ją obejrzeć w British Museum.